# Perfect
Perfect este o trupă de muzică rock poloneză formată în 1977.

## Discografie
Albume de studio
- Perfect (1981)
- UNU (1982)
- Jestem (1994) – discul de aur (24 iunie 1997)
- Geny (1997) – discul de aur (12 august 1998)
- Śmigło (1999)
- Schody (2004)
- XXX (2010) – discul de aur (8 decembrie 2010)
- DaDaDam (2014) – discul de platină (25 februarie 2015)